# Karim Darwish
Karim Darwish (arabisch كريم درويش, DMG Karīm Darwīš, * 29. August 1981 in Gizeh) ist ein ehemaliger ägyptischer Squashspieler.

## Karriere
Karim Darwish gewann in seiner Juniorenkarriere 1999 die British Open und 2000 die Weltmeisterschaft gegen Grégory Gaultier. Auf die PSA World Tour stieg er im März 1999 ein. Seinen größten Erfolg feierte er im Jahr 2008, als er vier Turniere der Super Series gewann und bis ins Finale der Einzelweltmeisterschaft einzog, wo er Ramy Ashour in vier Sätzen unterlegen war. Nach seinem Sieg beim Saudi International rückte er zum Januar 2009 an die Spitze der Weltrangliste vor. Er löste damit seinen Landsmann Amr Shabana ab, der bis dahin 33 Monate lang ununterbrochen diese Position innehatte. Von Januar bis November 2009 verteidigte Darwish den Spitzenplatz, ehe er ihn an Gaultier verlor. Im Dezember 2009 stand er nochmals für einen Monat auf Position eins, ehe er sie endgültig an Ramy Ashour verlor. Mit der ägyptischen Nationalmannschaft wurde er 2009 und 2011 Weltmeister, nachdem er 2001 und 2005 mit dieser bereits Vizeweltmeister wurde. 2003 und 2007 scheiterte er mit ihr im Halbfinale. 2013 wurde er ein weiteres Mal Vizeweltmeister. 
Am 31. Oktober 2014 beendete Karim Darwish seine Karriere. Bereits vor seinem Rücktritt war er als Sportdirektor des Wadi Degla Sporting Clubs in Kairo tätig. Diesen Posten übt er seit November 2014 in Vollzeit aus. 2020 wurde er einer der Vizepräsidenten der World Squash Federation.

## Privates
Karim Darwish ist seit Dezember 2007 mit Engy Kheirallah verheiratet, die ebenfalls professionelle Squashspielerin war. Das Paar hat einen Sohn und zwei Töchter.

## Erfolge
- Vizeweltmeister: 2008
- Weltmeister mit der Mannschaft: 2009, 2011
- Gewonnene PSA-Titel: 23
- 11 Monate Weltranglistenerster
- Afrikaspiele: 2 × Gold (Einzel und Mannschaft 2003)